# European School of Management and Technology

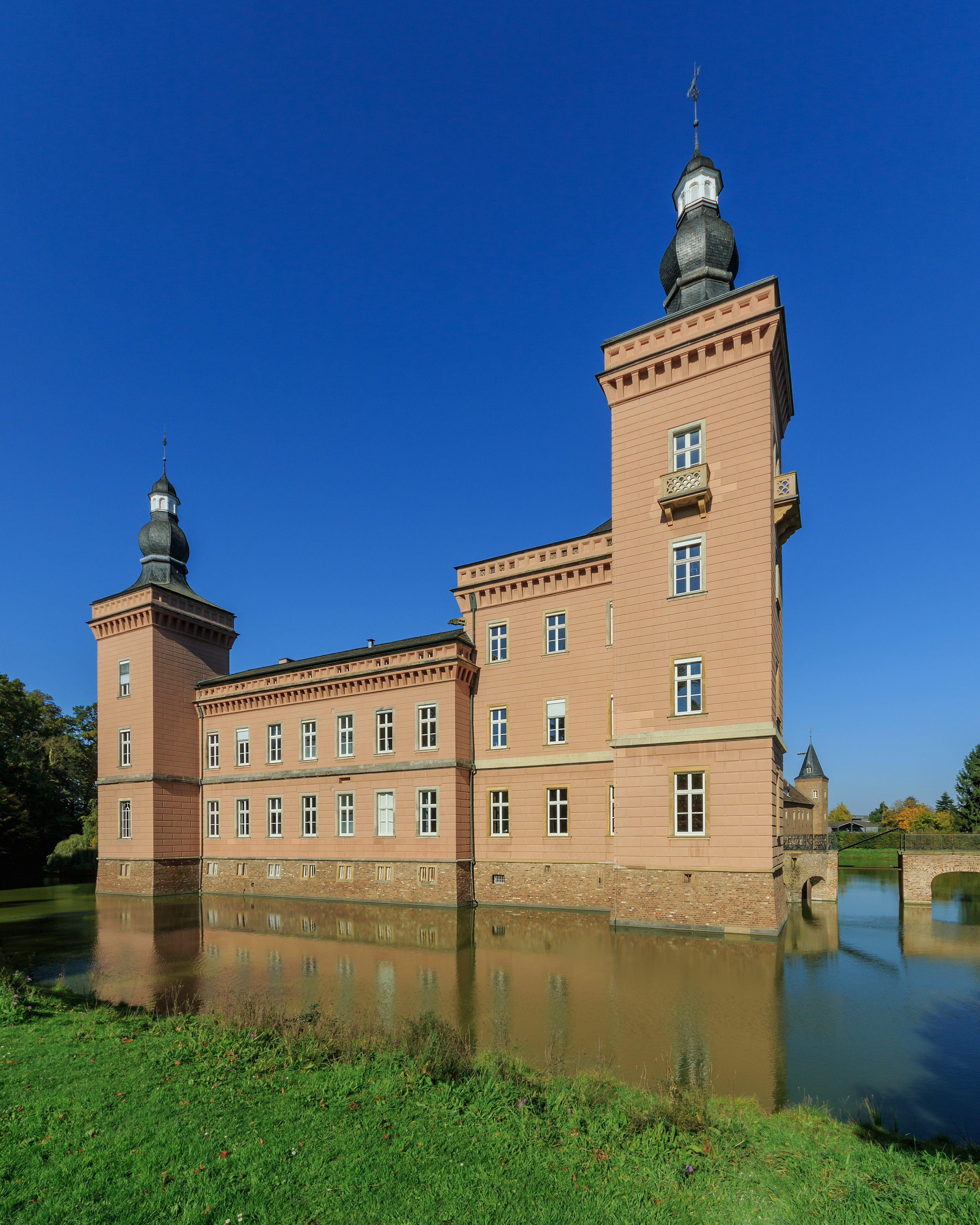
„Campus Kolonia” – Zamek Gracht

European School of Management and Technology, ESMT Berlin (Europejska Szkoła Zarządzania i Techniki) – prywatna szkoła biznesu znajdująca się w Berlinie.
ESMT Berlin została oficjalnie utworzona w październiku 2002 roku, z inicjatywy 25 wiodących niemieckich firm i instytucji. Z siedzibą w tętniącym życiem Berlinie, jest międzynarodową szkołą biznesu oferującą full-time MBA program (od 2006 roku), Executive MBA program (od 2007 roku), jak również różnorakie programy szkolenia kadr (od 2003 roku). ESMT Berlin posiada również wewnętrzną jednostkę consultingu, specjalizującą się w badaniach naukowych i ekonomicznej analizie rozporządzeń i ustaw dotyczących konkurencji. Wykładowcy szkoły pochodzą z wybitnych międzynarodowych środowisk akademickich i zawodowych.

## MBA
Program MBA na ESMT Berlin jest zorganizowany jako pełnowymiarowe jednoroczne studia składające się z dwóch faz. W pierwszych siedmiu miesiącach program ten skupia się na kompetencjach menadżerskich, w następnych pięciu miesiącach omawiane są zagadnienia związane z kierowaniem ludźmi i organizacjami (leadership). Zajęcia są prowadzone wyłącznie w języku angielskim.
Firmy partnerskie aktywnie uczestniczą w wymianie naukowej: MBA jest wzbogacony o konkretne projekty, które opracowywane są przez uczestników kursu. Dodatkowo każdy student otrzymuje poza swoim mentorem z uczelni, również mentora z którejś z firm partnerskich. Taki mentor ma za zadanie wspieranie studenta w jego osobistym rozwoju.
Opłaty oraz inne koszty za jednoroczny kurs dla uczestników, którzy są finansowani przez swoich pracodawców, wynoszą 50 000 euro. Opłaty za studentów, którzy zostali skierowani do tego programu przez firmy założycielskie, ponoszą te właśnie firmy. Dzięki pomocy sponsorów ESMT Berlin koszty dla studentów, którzy nie są opłacani przez swoich pracodawców, zostały obniżone do 38 000 euro.
Do najważniejszych wymogów przyjęcia do programu ESMT Berlin MBA należą posiadanie dyplomu ukończenia uczelni oraz minimum trzyletnie doświadczenie zawodowe. Dodatkowo wymagane są dwa listy polecające oraz cztery eseje. Zgodnie z kryteriami międzynarodowymi wymagane jest od uczestników posiadanie testu GMAT (General Management Admissions Test) oraz dobrej znajomości języka angielskiego. Decyzja końcowa jest podejmowana po przeprowadzeniu indywidualnej rozmowy kwalifikacyjnej z kandydatem.

## Executive MBA (EMBA)
Jesienią 2007 wystartował program Executive MBA. Ten prowadzony w języku angielskim program studiów zaocznych trwa 18 miesięcy i kończy się uzyskaniem tytułu Master of Business Administration. Do najważniejszych punktów programu należą „Kierownictwo Międzynarodowe” oraz „Technika i Innowacja”. Pobyt i wyżywienie są częściowo wliczone w koszt programu, który wynosi 57 500 euro. Zajęcia odbywają się w budynku ESMT w Berlinie i Kolonii. Program obejmuje również seminaria za granicą.

## Dalsze programy szkoleń
Do aktualnej oferty ESMT Berlin należą następujące programy szkoleń:

### Executive Development Programs (EDP) – programy otwarte
Programy w formie otwartej to szkolenia tematyczne, wprowadzające uczestników w daną dziedzinę lub też pogłębiające ich wiedzę w tym zakresie. ESMT Berlin oferuje też seminaria o szerszym spektrum tematycznym, przeznaczone dla kierowników funkcyjnych na drodze do przejęcia obowiązków z zakresu zarządzania ogólnego. Programy odbywają się w języku angielskim i niemieckim, przeważnie na jednym z dwóch kampusów, które posiada ESMT Berlin – w Berlinie lub w Kolonii. Większość szkoleń trwa od dwóch do pięciu dni. Programy dłuższe z reguły są podzielone na kilka modułów. Zakres tematyczny seminariów jest bardzo szeroki i obejmuje zarówno strategię, zarządzanie technologią, jak i procesy decyzyjne, prowadzenie negocjacji oraz kierowanie zespołem i zarządzanie zmianami.

### Customized Solutions (CS) – indywidualne programy
ESMT Berlin Customized Solutions (seminaria w wersji korporacyjnej) oferuje szkolenia dla firm przygotowywane pod kątem indywidualnych potrzeb i specyfiki danego przedsiębiorstwa. Treści szkoleń są ustalane i przygotowywane w ścisłej współpracy z przedstawicielami firmy. Specjaliści odpowiedzialni za tworzenie programów posiadają szeroką wiedzę w następujących dziedzinach: dobra konsumpcyjne i sprzedaż detaliczna, usługi finansowe, IT i technologia komunikacji, przemysł zaawansowany technologicznie, jak również telekomunikacja, transport i usługi komunalne.

### Postgraduate Diploma in Management (PGD) – studia podyplomowe z zakresu zarządzania
Postgraduate Diploma in Management to dyplom przyznawany przez ESMT Berlin jako uczelnię o statusie szkoły wyższej. Aby uzyskać taki dyplom, uczestnicy w ciągu 30 miesięcy muszą wziąć udział w seminariach o łącznej długości min. trzech tygodni (18 dni). Uczestnicy programu sami ustalają swój program kształcenia, wybierając odpowiednie seminaria z naszej oferty.

## Siedziby

### Campus w Berlinie
Siedziba główna ESMT Berlin znajduje się w dawnym budynku Rady Państwowej NRD w centrum Berlina. Ten powstały w 1960 roku i znajdujący się pod ochroną budynek został gruntownie odrestaurowany na potrzeby uczelni. Ważnym elementem renowacji było zachowanie atmosfery pokoi oraz zabytków z okresu Niemieckiej Republiki Demokratycznej.

### Campus w Kolonii
Siedziba ta znajduje się 20 km za Kolonią i jest usytuowana w pięknie położonym Zamku Gracht. Od 1968 odbywa się tam seminarium ekonomiczne (USW), które zostało w 2004 r. włączone do ESMT Berlin jako Sieć USW. Od tego momentu realizowane są tam otwarte niemieckojęzyczne programy tejże międzynarodowej szkoły biznesu.

## Organizacje i gremia
Zarząd Fundacji ESMT Berlin:
- Przewodniczący: Dr. Dieter Zetsche, Chairman of the Board of Management, Daimler
- Zastępca przewodniczącego: Jürgen Fitschen, Senior Advisor (Former CEO), Deutsche Bank AG

Additional members of Board of Trustees:
- Franz Fehrenbach, Chairman of the Supervisory Board, Robert Bosch GmbH
- Dr. Heinrich Hiesinger, Chairman of the Board of Management, thyssenkrupp AG
- Joe Kaeser, President and Chief Executive Officer, Siemens AG
- Peter Terium, Chief Executive Officer of the Executive Board, RWE AG

Zarząd ESMT Berlin składa się z:
- Prezydent: Prof. Jörg Rocholl, PhD

Rada nadzorcza składa się z:
- Przewodniczący: Dr. Werner Zedelius, Member of the Board of Management, Allianz SE[1]
- Milagros Caiña-Andree, Member of the Board of Management, BMW AG
- Lutz Diederichs, Member of Management Board, HypoVereinsbank – UniCredit Bank AG
- Dr. Andreas Dombret, Board Member, Deutsche Bundesbank
- Dr. Joachim Faber, Chairman of the Supervisory Board, Deutsche Börse AG
- Melanie Kreis, Board Member for Human Resources and Labor Director, Deutsche Post DHL Group
- Wilfried Porth, Member of the Board of Management, Daimler AG

## Firmy partnerskie
Spis firm partnerskich:
- Airbus Group
- Allianz SE
- Axel Springer SE
- Bayer AG
- Bayerische Hypo- und Vereinsbank AG
- Bayerische Motoren Werke AG
- Bundesverband der Deutschen Industrie e.V.
- Bundesvereinigung der Deutschen Arbeitgeberverbände e.V.
- Daimler AG
- Deutsche Bank AG
- Deutsche Lufthansa AG
- Deutsche Post AG
- Deutsche Telekom AG
- E.ON AG
- Gazprom Germania GmbH
- KPMG Deutsche Treuhand-Gesellschaft AG
- MAN AG
- McKinsey & Company, Inc.
- Münchener Rückversicherungs-Gesellschaft AG
- Robert Bosch GmbH
- RWE AG
- SAP AG
- Siemens AG
- The Boston Consulting Group, Deutschland GmbH
- thyssenkrupp AG